# George Packer
George Packer (Santa Clara, California, 13 de agosto de 1960) es un periodista y escritor estadounidense. Desde 2003 trabaja para The New Yorker, publicación para la que ha escrito sobre la guerra de Irak, los conflictos de Sierra Leone y Costa de Marfil, sobre la ciudad de Lagos y, también, sobre cuestiones de contrainsurgencia a nivel global. Su libro Assassin’s Gate: America in Iraq obtuvo varios premios y fue considerado uno de los mejores diez libros de 2005 por The New York Times Book Review. También ha escrito las novelas The Half Man (1991) y Central Square (1998) y las obras de no ficción Blood of the Liberals (2001) y The Village of Waiting (2001). Su último libro, The Unwinding: An Inner History of the New America (2013; en castellano, Editorial Debate, 2015) ha obtenido el National Book Award y fue reconocido por varios medios como el mejor libro de 2013. George Packer es también el editor y el compilador de los ensayos de Orwell Facing Unpleasant Facts (2007) y All Art is Propaganda (2007).